# Septemviri epulonum
Die Septemviri epulonum (seltener: Septemviri epulones; wörtlich: „Siebenmänner für öffentliche feierliche Mahlzeiten bei Götterfesten“), kurz auch Epulones, waren ein Priesterkollegium der antiken römischen Religion. Sie waren das ranghöchste Kollegium vor den vier großen stadtrömischen Priesterkollegien.
Verglichen mit den drei anderen großen Kollegien begann die Geschichte der Epulonen erst sehr spät. Im Jahre 196 v. Chr. wurde von den Pontifices zur Entlastung ein Kollegium von zunächst drei Priestern (tresviri epulonum) abgezweigt. Im Laufe der Zeit wurde die Mitgliederzahl zunächst auf sieben, später unter Caesar – ohne erneute Veränderung des Namens – auf zehn erhöht.
Die Hauptaufgabe der Epulonen bestand in der Ausrichtung eines Kultmahls für Jupiter, das Iovis epulum, anlässlich zweier religiöser Feste, der Ludi Romani und der Ludi Plebei. Später erhielten sie weitere kultische Aufgaben. Nachdem Augustus die Funktionen der Priesterschaften verändert hatte, waren die Epulonen auch für Opferhandlungen an der Ara Pacis und der Ara numinis Augusti sowie für die Ausrichtung verschiedener Spiele zuständig.
Nach Rang, Ehrenrechten und Bestellungsformeln waren die Epulonen den Pontifices, Auguren und Quindecimviri gleichgestellt. Rechtlich aber bewahrten sie wohl immer eine gewisse Abhängigkeit vom Pontifikalkollegium.